# Campionati italiani di aquathlon del 2012
I Campionati italiani di aquathlon del 2012 (XIII edizione) sono stati organizzati dalla Federazione Italiana Triathlon e si sono tenuti a Gaggiano in Lombardia, in data 30 giugno 2012.
Tra gli uomini ha vinto Andrea De Ponti (Friesian Team), mentre la gara femminile è andata a Daniela Chmet ( Fiamme Oro).

## Risultati

### Élite uomini
| Pos. | Atleta                    | Società sportiva               | Corsa    | Nuoto    | Corsa    | Totale   |
| ---- | ------------------------- | ------------------------------ | -------- | -------- | -------- | -------- |
|      | Andrea De Ponti           | Friesian Team                  | 00:08:39 | 00:12:59 | 00:08:29 | 00:30:07 |
|      | Rodrigo Augustin Nogueras | DDS                            | 00:08:46 | 00:12:58 | 00:08:37 | 00:30:21 |
|      | Andrea Giacomo Secchiero  | Fiamme Oro                     | 00:08:45 | 00:12:58 | 00:08:43 | 00:30:26 |
| 4    | Davide Bargellini         | Friesian Team                  | 00:08:52 | 00:12:50 | 00:08:49 | 00:30:31 |
| 5    | Alberto Casadei           | Fiamme Oro                     | 00:08:54 | 00:12:48 | 00:08:54 | 00:30:36 |
| 6    | Manuel Biagiotti          | Friesian Team                  | 00:08:53 | 00:12:49 | 00:09:20 | 00:31:02 |
| 7    | Andrea Morelli            | CUS Torino Triathlon           | 00:08:56 | 00:12:42 | 00:09:47 | 00:31:25 |
| 8    | Gabriele Salini           | Freezone                       | 00:09:15 | 00:13:22 | 00:09:32 | 00:32:09 |
| 9    | Stefano Rigoni            | Padova Nuoto Dynamica          | 00:09:28 | 00:12:54 | 00:09:53 | 00:32:15 |
| 10   | Salvatore Campagna        | Canottieri Napoli              | 00:09:10 | 00:13:41 | 00:09:37 | 00:32:28 |
| 11   | Jacopo Butturini          | Fumane Triathlon               | 00:09:30 | 00:13:39 | 00:09:53 | 00:33:02 |
| 12   | Fabio Civera              | Freezone                       | 00:09:10 | 00:14:34 | 00:09:41 | 00:33:25 |
| 13   | Luca Borsacchi            | Canottieri Napoli              | 00:09:48 | 00:13:35 | 00:10:05 | 00:33:28 |
| 14   | Riccardo Mosso            | Virtus                         | 00:09:23 | 00:14:16 | 00:09:51 | 00:33:30 |
| 15   | Enea Carone               | CUS Torino Triathlon           | 00:09:47 | 00:14:56 | 00:09:39 | 00:34:22 |
| 16   | Mattia Maiolati           | Fiamme Oro                     | 00:09:51 | 00:14:39 | 00:09:53 | 00:34:23 |
| 17   | Simone Villanova          | Junior Club Triathlon Vigevano | 00:10:12 | 00:13:45 | 00:10:30 | 00:34:27 |
| 18   | Enrico Pedron             | Padova Triathlon               | 00:09:25 | 00:16:02 | 00:09:03 | 00:34:30 |
| 19   | Lorenzo Boni              | Olimpia Triathlon              | 00:09:58 | 00:14:51 | 00:09:41 | 00:34:30 |
| 20   | Francesco Mazzuzzi        | Cusiocup                       | 00:10:08 | 00:13:52 | 00:10:31 | 00:34:31 |

### Élite donne
| Pos. | Atleta                         | Società sportiva             | Corsa    | Nuoto    | Corsa    | Totale   |
| ---- | ------------------------------ | ---------------------------- | -------- | -------- | -------- | -------- |
|      | Daniela Chmet                  | Fiamme Oro                   | 00:10:07 | 00:14:09 | 00:10:05 | 00:34:21 |
|      | Alessia Orla                   | DDS                          | 00:10:33 | 00:14:37 | 00:10:50 | 00:36:00 |
|      | Daniela Pallaro                | Padova Triathlon             | 00:10:55 | 00:15:54 | 00:10:45 | 00:37:34 |
| 4    | Federica Curatolo              | CUS Torino Triathlon         | 00:11:22 | 00:15:18 | 00:11:23 | 00:38:03 |
| 5    | Maria Grazia Prestigiacomo     | Tennis Club Palermo 2        | 00:10:49 | 00:16:55 | 00:10:48 | 00:38:32 |
| 6    | Giulia Bedorin                 | Padova Triathlon             | 00:11:46 | 00:15:41 | 00:11:26 | 00:38:53 |
| 7    | Consuelo Ferragina             | Canottieri Napoli            | 00:11:43 | 00:17:03 | 00:11:03 | 00:39:49 |
| 8    | Teodolinda Camera              | Virtus                       | 00:11:34 | 00:17:00 | 00:11:27 | 00:40:01 |
| 9    | Elena Jaccheri                 | La Fenice Triathlon          | 00:11:50 | 00:17:08 | 00:11:21 | 00:40:19 |
| 10   | Monica Gorni                   | Canottieri Mincio            | 00:11:50 | 00:17:02 | 00:11:37 | 00:40:29 |
| 11   | Federica Ferrari               | Friesian Team                | 00:11:28 | 00:18:17 | 00:11:04 | 00:40:49 |
| 12   | Beverley Gibson                | Alba Triathlon               | 00:11:55 | 00:17:36 | 00:11:21 | 00:40:52 |
| 13   | Serena Vecchione               | Canottieri Napoli            | 00:11:24 | 00:18:09 | 00:11:27 | 00:41:00 |
| 14   | Laura Sala                     | Triathlon Cremona Stradivari | 00:11:53 | 00:17:41 | 00:11:59 | 00:41:33 |
| 15   | Greta Vettorata                | Liger Team Keyline           | 00:12:48 | 00:15:52 | 00:13:44 | 00:42:24 |
| 16   | Valentina Sanfelice di Bagnoli | Canottieri Napoli            | 00:12:05 | 00:18:29 | 00:12:14 | 00:42:48 |
| 17   | Barbara Corrias                | ARC Busto Arsizio            | 00:11:58 | 00:19:16 | 00:12:15 | 00:43:29 |
| 18   | Manuela De Vito                | Ermes Campania               | 00:12:35 | 00:18:32 | 00:12:43 | 00:43:50 |
| 19   | Anita Giacopini                | Fumane Triathlon             | 00:11:54 | 00:20:12 | 00:11:46 | 00:43:52 |
| 20   | Giulia Saggin                  | Friesian Team                | 00:11:44 | 00:20:45 | 00:11:38 | 00:44:07 |